# Adèle i el misteri de la mòmia

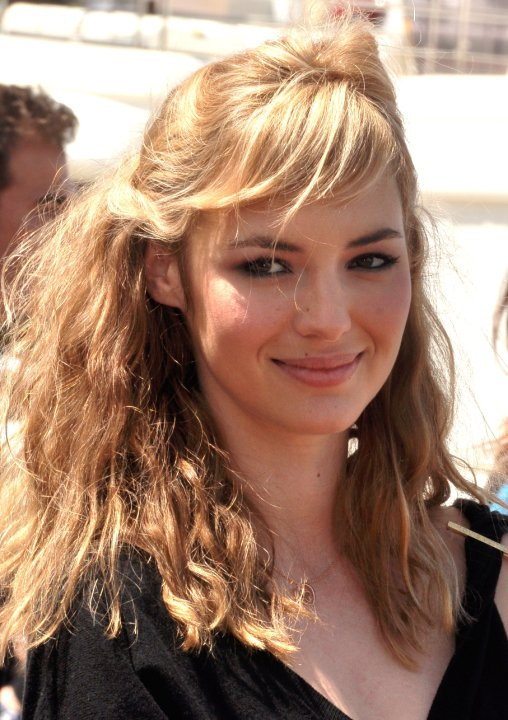
Louise Bourgoin al Festival de Cannes, 2010

Adèle i el misteri de la mòmia (títol original en francès: Les extraordinàries aventures d'Adèle Blanc-Sec) és una pel·lícula d'aventures i fantasia francesa de 2010 escrita i dirigida per Luc Besson. Es basa lliurement en la sèrie de còmics del mateix nom de Jacques Tardi, i igual que el còmic, segueix a la periodista i escriptora del mateix nom i a una sèrie de personatges recurrents en una successió d'incidents inversemblants en els anys 1910 a París. Aquest episodi gira entorn de la parapsicologia i la ultra-avançada tecnologia de l'Antic Egipte, apuntant tant al pastitx com a subvertir l'aventura i la ficció especulativa del període. La pel·lícula, majoritàriament d'imatge real i filmada en Super 35, incorpora l'ús de l'animació per ordinador per representar els elements de fantasia i del cinema d'acció contemporani mitjançant efectes especials i efectes visuals dins del format de les pel·lícules d'aventures d'estil més antic a les quals ha substituït en gran manera. Aquesta pel·lícula ha estat doblada al català.

## Argument
La pel·lícula incorpora personatges i esdeveniments de varis dels àlbums -en particular el primer, "Adèle and the Beast", publicat per primera vegada en 1976, i la cambra, "Mummies on Parade", publicat en 1978-, dins d'una trama general urdida per Besson i té lloc principalment a París, França, al voltant de 1912.
Mentre experimenta amb les tècniques telepàtiques que ha estat investigant, el professor Espérandieu cova l'ou d'una femella de pterosaure de fa 136 milions d'anys en la Galerie de Paléontologie et d'Anatomie comparée, del que resulta la mort d'un ex-prefecte (el qual compartia taxi amb una corista de l'espectacle del Moulin Rouge). Choupard, que en aquell moment estava borratxo, va anar l'únic que ho va presenciar però després observa una epidèmia d'albiraments confirmats de la criatura. El president de França ordena que el cas sigui considerat com un assumpte de la màxima urgència per la policia nacional, només perquè sigui el maldestre inspector Léonce Caponi qui es faci càrrec d'ell.
Adèle Blanc-Sec, una periodista i escriptora de viatges de la mateixa fama, es veu embolicada després de tornar d'Egipte, on estava buscant al metge momificat de Ramsés II, Patmosis. Adèle vol reviure a la mòmia amb l'ajuda d'Espérandieu perquè així el doctor podrà salvar a la seva germana Agathe, qui es troba en estat de coma després d'un incident desafortunat sofert jugant a tenis quan va relliscar i va caure sobre una agulla. Després d'una breu lluita amb la seva nèmesi, el misteriós professor Dieuleveult, Adèle recupera la mòmia i torna a casa. La seva missió es complica encara més perquè Esperandieu es troba en el corredor de la mort després d'haver estat culpat dels atacs del pterosaure perquè l'inspector Caponi i el cèlebre "gran caçador" Justin de Saint-Hubert no han tingut cap èxit en els seus intents d'abatre a la bèstia.
La mòmia acaba resultant ser el físic del Faraó («Jo sóc un físic nuclear. M'ocupo de xifres, signes i equacions», diu), i no es troba capacitat per ajudar a la seva germana mitjançant la medicina. Tot i així, acompanya a Adèle al Museu del Louvre, on ressusciten la resta de la cort del faraó momificat en exhibició, incloent el mateix Faraó. El doctor del Faraó usa les seves tècniques mèdiques per ressuscitar a Agathe. Llavors el Faraó decideix que vol anar a veure París, així que tota la cort es passeja durant la nit, espantant un cop més al sempre desafortunat Choupard.
Adèle decideix prendre's unes vacances per relaxar-se. L'escena final la mostra pujant a un transatlàntic, només per ser molestada per uns nens bulliciosos. Llavors apareix el professor Dieuleveult i el nom de la nau és revelat com el RMS Titanic.

## Repartiment
- Louise Bourgoin com Adèle Blanc-Sec
- Gilles Lellouche com l'inspector Albert Caponi
- Jacky Nercessian com el professor Espérandieu
- Philippe Nahon com el professor Ménard
- Jean-Paul Rouve com Justin de Saint-Hubert
- Mathieu Amalric com Dieuleveult
- Nicolas Giraud com Andrej Zborowski
- Frédérique Bel com un burgès[2]

## Recepció
Els comentaris van ser positius. Rotten Tomatoes li va donar una qualificació del 80 %, basant-se en els comentaris de 20 crítics.
La revista Variety va qualificar la pel·lícula d'una «polida adaptació del còmic» i va elogiar la interpretació de Louise Bourgoin com l'heroïna principal. Així i tot, la crítica es queixava que l'obra de Besson era desigual, i suggeria que li aniria bé comptar amb nous col·laboradors i fer algunes retallades en el tercer tram de l'acció. Angie Errigo de Empire li va donar 4 estels, proclamant que «Besson ha tornat»[cita  Matthew Turner de ViewLondon va ser més positiu, donant-li 5 estels i qualificant-la d'«impressionantment dirigida i molt bé dissenyada, això és una revolcada d'acció i aventura molt entretinguda i amb un guió enginyós, grans efectes especials i una actuació central terrorífica de Louis Bourgoin».
Va vendre 1,8 milions d'entrades a la Xina.

## Vídeo domèstic
Shout! Factory va anunciar que la pel·lícula seria llançada en Blu-ray i DVD l'agost de 2013. Una versió sense editar inclosa en Blu-ray seria publicada a l'octubre.